# Montanhas com mais de oito mil metros de altitude

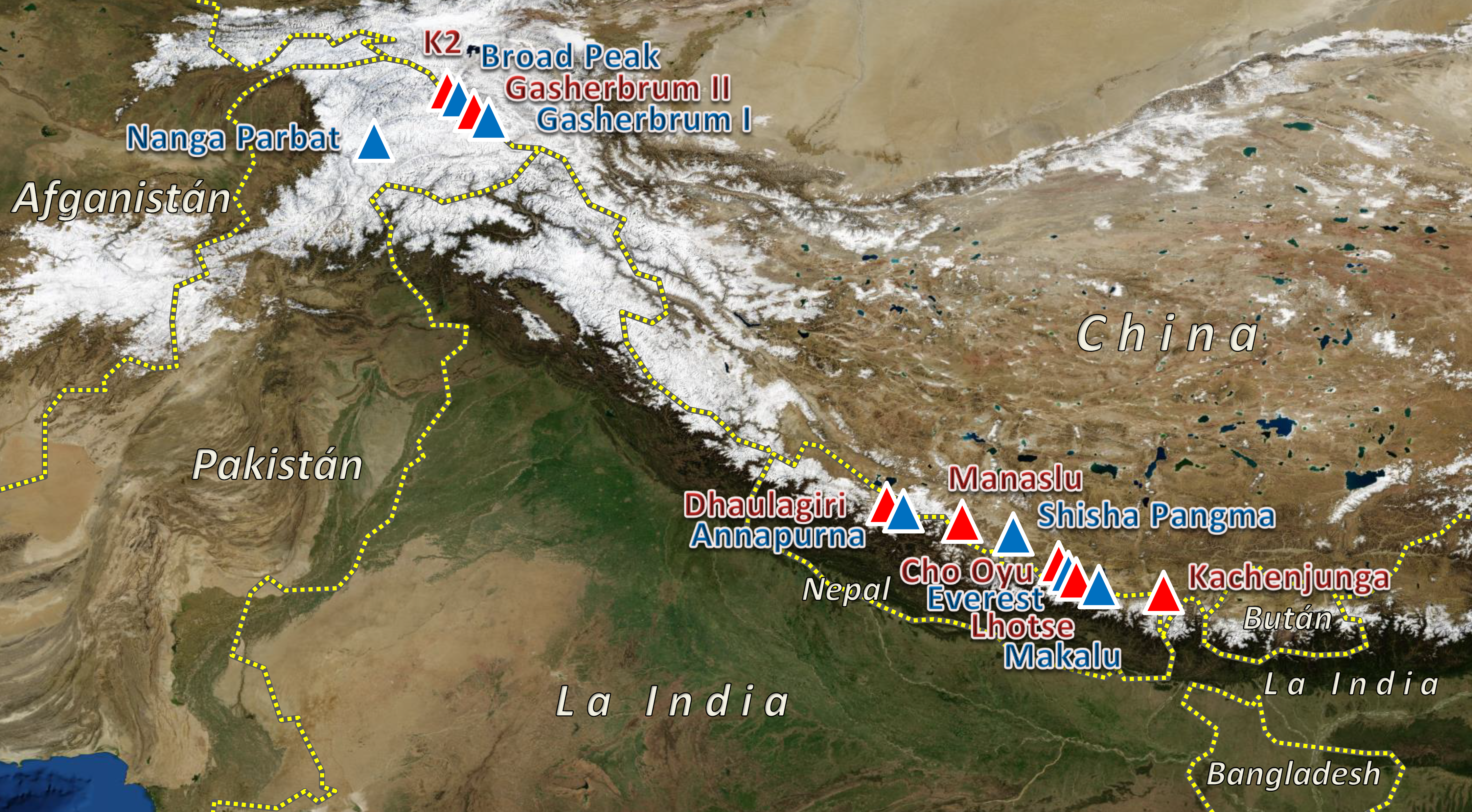
Posição relativa das 14 montanhas com mais de oito mil metros

Existem 14 montanhas com mais de 8 000 metros de altitude acima do nível do mar de acordo com a União Internacional das Associações de Alpinismo. Estão todas localizadas nas cordilheiras do Himalaia e Caracórum, na Ásia.
Considera-se na lista que os 8 000 são os catorze picos ditos independentes e os oito-mileiros as pessoas que já subiram a todos os catorze. Na lista das mais altas montanhas é necessário usar um critério para excluir subcumes e incluir apenas montanhas independentes, critério esse que não é único nem universal. Todavia, a lista mais geralmente considerada é a que usa o critério de um limiar para a proeminência topográfica de 200 a 500 metros (610 a 1 524 pés). Alguns dos subcumes destas montanhas de mais de 8 000 m de altitude já foram escalados como objectivo de expedições, por exemplo, o Cume Médio do Lhotse, mas essas ascensões são raras.
A primeira pessoa a escalar todos as catorze montanhas com mais de 8 000 m foi o italiano Reinhold Messner. Ele completou essa façanha em 16 de outubro de 1986, sem nunca ter utilizado oxigênio suplementar. Um ano mais tarde, em 1987, Jerzy Kukuczka (da Polónia) foi o segundo homem a realizar a façanha e até 2009, um total de dezoito pessoas fizeram o mesmo, sendo que 10 deles o fizeram sem recurso a oxigénio suplementar. A primeira mulher que completou a escalada dos catorze oito mil foi a espanhola Edurne Pasaban, enquanto a primeira a concluir essa façanha sem utilizar oxigênio engarrafado foi a austríaca Gerlinde Kaltenbrunner. Até hoje resultam ser as únicas duas mulheres que conseguiram com sucesso essa façanha. Várias pessoas morreram pouco antes de completarem a totalidade dos cumes.

## Lista dosoito mil
| Pico          | Altitude | Proeminência | Localização                       | 1ª ascensão           | Primeiro(s) alpinista(s)                                                                                          | 1ª ascensão no Inverno  | Primeiro(s) alpinista(s) no Inverno                      | 1ª ascensão sem oxigénio                         | Primeiro(s) alpinista(s) sem oxigénio            | Ref.  |
| ------------- | -------- | ------------ | --------------------------------- | --------------------- | --- | ----------------------- | -------------------------------------------------------- | ------------------------------------------------ | ------------------------------------------------ | ----- |
| Monte Everest | 8 848 m  | 8 848 m      | China · Nepal                     | 29 de maio de 1953    | Edmund Hillary Tenzing Norgay                                                                                     | 17 de fevereiro de 1980 | Krzysztof Wielicki Leszek Cichy                          | 8 de maio de 1978                                | Reinhold Messner Peter Habeler                   | [ 1 ] |
| K2            | 8 611 m  | 4 020 m      | China · Paquistão · (CaxemiraObs) | 31 de julho de 1954   | Achille Compagnoni Lino Lacedelli                                                                                 |                         |                                                          | 6 de setembro de 1978                            | Louis F. Reichardt                               | [ 1 ] |
| Kanchenjunga  | 8 586 m  | 3 922 m      | Índia · Nepal                     | 25 de maio de 1955    | George Band Joe Brown                                                                                             | 11 de janeiro de 1986   | Krzysztof Wielicki Jerzy Kukuczka                        | 16 de maio de 1979                               | Doug Scott Peter Boardman Joe Tasker             | [ 1 ] |
| Lhotse        | 8 516 m  | 610 m        | China · Nepal                     | 18 de maio de 1956    | Fritz Luchsinger Ernst Reiss                                                                                      | 31 de dezembro de 1988  | Krzysztof Wielicki                                       | 11 de maio de 1977                               | Michel Dacher                                    | [ 1 ] |
| Makalu        | 8 485 m  | 2 378 m      | China · Nepal                     | 15 de maio de 1955    | Jean Couzy Lionel Terray                                                                                          | 9 de fevereiro de 2009  | Simone Moro Denis Urubko                                 | 6 de outubro de 1975                             | Marjan Manfreda                                  | [ 1 ] |
| Cho Oyu       | 8 188 m  | 2 344 m      | China · Nepal                     | 19 de outubro de 1954 | Joseph Joechler Pasang Dawa Lama Herbert Tichy                                                                    | 12 de fevereiro de 1985 | Maciej Berbeka Maciej Pawlikowski                        | Escalado diretamente sem oxigénio na 1ª ascensão | Escalado diretamente sem oxigénio na 1ª ascensão | [ 1 ] |
| Dhaulagiri    | 8 167 m  | 3 357 m      | Nepal                             | 13 de maio de 1960    | Kurt Diemberger Peter Diener Nawang Dorje Nima Dorje Ernst Forrer Albin Schelbert                                 | 21 de janeiro de 1985   | Andrzej Czok Jerzy Kukuczka                              | Escalado diretamente sem oxigénio na 1ª ascensão | Escalado diretamente sem oxigénio na 1ª ascensão | [ 1 ] |
| Manaslu       | 8 163 m  | 3 092 m      | Nepal                             | 9 de maio de 1956     | Toshia Imanishi Gyalzen Norbu                                                                                     | 14 de janeiro de 1984   | Maciej Berbeka Ryszard Gajewski                          | 25 de abril de 1972                              | Reinhold Messner                                 | [ 1 ] |
| Nanga Parbat  | 8 125 m  | 4 608 m      | Paquistão · (CaxemiraObs)         | 3 de julho de 1953    | Hermann Buhl | 26 de fevereiro de 2016 | Simone Moro Alex Txikon Ali Sadpara                      | Escalado diretamente sem oxigénio na 1ª ascensão | Escalado diretamente sem oxigénio na 1ª ascensão | [ 1 ] |
| Annapurna     | 8 091 m  | 2 984 m      | Nepal                             | 3 de junho de 1950    | Maurice Herzog Louis Lachenal                                                                                     | 3 de fevereiro de 1987  | Jerzy Kukuczka Artur Hajzer                              | Escalado diretamente sem oxigénio na 1ª ascensão | Escalado diretamente sem oxigénio na 1ª ascensão | [ 1 ] |
| Gasherbrum I  | 8 080 m  | 2 155 m      | China · Paquistão · (CaxemiraObs} | 5 de julho de 1958    | Andrew Kauffman Peter Schoening                                                                                   | 9 de março de 2012      | Adam Bielecki Janusz Gołąb                               | 10 de agosto de 1975                             | Reinhold Messner Peter Habeler                   | [ 1 ] |
| Broad Peak    | 8 051 m  | 1 701 m      | China · Paquistão · (CaxemiraObs) | 9 de junho de 1957    | Hermann Buhl Kurt Diemberger Marcus Schmuck Fritz Wintersteller                                                   | 5 de março de 2013      | Maciej Berbeka Adam Bielecki Tomasz Kowalski Artur Małek | Escalado diretamente sem oxigénio na 1ª ascensão | Escalado diretamente sem oxigénio na 1ª ascensão | [ 1 ] |
| Gasherbrum II | 8 034 m  | 1 524 m      | China · Paquistão · (CaxemiraObs) | 8 de julho de 1956    | Josef Larch Fritz Moravec Hans Willenpart                                                                         | 2 de fevereiro de 2011  | Simone Moro Denis Urubko Cory Richards                   | Escalado diretamente sem oxigénio na 1ª ascensão | Escalado diretamente sem oxigénio na 1ª ascensão | [ 1 ] |
| Shishapangma  | 8 027 m  | 2 897 m      | China                             | 2 de maio de 1964     | Hsu Ching Chang Chun-yen Wang Fuzhou Chen San Cheng Tien-liang Wu Tsung-yue Sodnam Doji Migmar Trashi Doji Yonten | 14 de janeiro de 2005   | Piotr Morawski Simone Moro                               | Escalado diretamente sem oxigénio na 1ª ascensão | Escalado diretamente sem oxigénio na 1ª ascensão | [ 1 ] |

- Nota: As montanhas mencionadas localizam-se na região da Caxemira, também reclamada pela Índia.

## Alpinistas que escalaram todas as montanhas com mais de 8 000 m
| Ordem de realização | Sem 02 artif. | Nome                                            | Período   | Nascimento | Idade | Nacionalidade    |
| ------------------- | ------------- | ----------------------------------------------- | --------- | ---------- | ----- | ---------------- |
| 1º                  | 1º            | Reinhold Messner                                | 1970–1986 | 1944       | 42    | Itália           |
| 2º                  |               | Jerzy Kukuczka                                  | 1979–1987 | 1948       | 39    | Polónia          |
| 3º                  | 2º            | Erhard Loretan                                  | 1982–1995 | 1959       | 36    | Suíça            |
| 4º                  |               | Carlos Carsolio                                 | 1985–1996 | 1962       | 33    | México           |
| 5º                  |               | Krzysztof Wielicki                              | 1980–1996 | 1950       | 46    | Polónia          |
| 6º                  | 3º            | Juanito Oiarzabal                               | 1985–1999 | 1956       | 43    | Espanha          |
| 7º                  |               | Sergio Martini                                  | 1983–2000 | 1949       | 51    | Itália           |
| 8º                  |               | Hong-Gil Um                                     | 1993–2001 | 1963       | 38    | Coreia do Sul    |
| 9º                  |               | Park Young Seok                                 | 1988–2001 | 1960       | 40    | Coreia do Sul    |
| 10º                 | 4º            | Alberto Inurrategi                              | 1991–2002 | 1968       | 33    | Espanha          |
| 11º                 |               | Han Wang Yong                                   | 1994–2003 | 1966       | 37    | Coreia do Sul    |
| 12º                 | 5º            | Ed Viesturs                                     | 1989–2005 | 1959       | 46    | Estados Unidos   |
| 13º                 | 6º            | Silvio Mondinelli                               | 1993–2007 | 1958       | 49    | Itália           |
| 14º                 | 7º            | Iván Vallejo                                    | 1997–2008 | 1959       | 49    | Equador          |
| 15º                 | 8º            | Denis Urubko                                    | 2000–2009 | 1973       | 35    | Cazaquistão      |
| 16º                 |               | Ralf Dujmovits                                  | 1990–2009 | 1961       | 47    | Alemanha         |
| 17º                 | 9º            | Veikka Gustafsson                               | 2000–2009 | 1973       | 35    | Finlândia        |
| 18º                 |               | Andrew Lock                                     | 1993–2009 | 1961       | 48    | Austrália        |
| 19º                 | 10º           | João Garcia                                     | 1993–2010 | 1967       | 42    | Portugal         |
| 20º                 |               | Piotr Pustelnik                                 | 1990–2010 | 1951       | 59    | Polónia          |
| 21º                 |               | Edurne Pasaban (primeira mulher)                | 2001–2010 | 1973       | 36    | Espanha          |
| 22º                 |               | Abele Blanc                                     | 1992–2011 | 1954       | 56    | Itália           |
| 23º                 |               | Mingma Sherpa                                   | 2000–2011 | 1978       | 33    | Nepal            |
| 24º                 | 11º           | Gerlinde Kaltenbrunner (primeira mulher sem O2) | 1998–2011 | 1970       | 40    | Áustria          |
| 25º                 |               | Vassily Pivtsov                                 | 2001–2011 | 1975       | 36    | Cazaquistão      |
| 26º                 | 12º           | Maxut Zhumayev                                  | 2001–2011 | 1977       | 34    | Cazaquistão      |
| 27º                 |               | Kim Jae-Soo                                     | 2000–2011 | 1951       | 50    | Coreia do Sul    |
| 28º                 | 13º           | Mario Panzeri                                   | 1988–2012 | 1964       | 48    | Itália           |
| 29º                 |               | Hirotaka Takeuchi                               | 1995–2012 | 1971       | 41    | Japão            |
| 30º                 |               | Chhang Dawa Sherpa                              | 2001–2013 | 1982       | 30    | Nepal            |
| 31º                 | 14º           | Kim Chang-Ho                                    | 2005–2013 | 1970       | 43    | Coreia do Sul    |
| 32º                 |               | Jorge Egocheaga                                 | 2002–2014 | 1968       | 45    | Espanha          |
| 33º                 | 15º           | Radek Jaroš                                     | 1998–2014 | 1964       | 50    | Chéquia          |
| 34º/35º             | 16º/17º       | Nives Meroi                                     | 1998–2017 | 1962       | 55    | Itália           |
| 34º/35º             | 16º/17º       | Romano Benet                                    | 1998–2017 | 1962       | 55    | Itália Eslovênia |
| 36º                 |               | Peter Hámor                                     | 2002–2017 | 1964       | 52    | Eslováquia       |
| 37º                 | 18º           | Azim Gheychisaz                                 | 2008–2017 | 1981       | 37    | Irão             |
| 38º                 |               | Ferran Latorre                                  | 1999–2017 | 1970       | 46    | Espanha          |
| 39º                 | 19º           | Òscar Cadiach                                   | 1984–2017 | 1952       | 64    | Espanha          |

| Ordem | País           | Total | Total sem 02 artif. |
| ----- | -------------- | ----- | ------------------- |
| 1º    | Itália         | 7     | 5                   |
| 2º    | Espanha        | 6     | 3                   |
| 3º    | Coreia do Sul  | 5     | 1                   |
| 4º    | Cazaquistão    | 3     | 2                   |
| 5º    | Polónia        | 3     | 0                   |
| 6º    | Nepal          | 2     | 0                   |
| 7º    | Suíça          | 1     | 1                   |
| 7º    | Estados Unidos | 1     | 1                   |
| 7º    | Equador        | 1     | 1                   |
| 7º    | Finlândia      | 1     | 1                   |
| 7º    | Portugal       | 1     | 1                   |
| 7º    | Áustria        | 1     | 1                   |
| 7º    | Eslovênia      | 1     | 1                   |
| 7º    | Irão           | 1     | 1                   |
| 15º   | Eslováquia     | 1     | 0                   |
| 15º   | México         | 1     | 0                   |
| 15º   | Alemanha       | 1     | 0                   |
| 15º   | Austrália      | 1     | 0                   |
| 15º   | Japão          | 1     | 0                   |
| 15º   | Chéquia        | 1     | 0                   |

| Nome              | Montanha em disputa (ano) | Período              | Nascimento | Idade | Nacionalidade |
| ----------------- | ------------------------- | -------------------- | ---------- | ----- | ------------- |
| Fausto De Stefani | Lhotse (1997)             | 1983–1998            | 1952       | 46    | Itália        |
| Vladislav Terzyul | Makalu (2004)             | 1993–2004 (falecido) | 1953       | 50    | Ucrânia       |
| Alan Hinkes       | Cho Oyu (1990)            | 1987–2005            | 1954       | 53    | Reino Unido   |
| Oh Eun-Sun        | Kanchenjunga (2009)       | 1997–2010            | 1966       | 44    | Coreia do Sul |
| Carlos Pauner     | Shishapangma (2012)       | 2001–2013            | 1963       | 50    | Espanha       |